# La Palma, Hueyapan de Ocampo
La Palma är en ort i Mexiko.   Den ligger i kommunen Hueyapan de Ocampo och delstaten Veracruz, i den sydöstra delen av landet, 400 km öster om huvudstaden Mexico City. La Palma ligger 24 meter över havet och antalet invånare är 315.
Terrängen runt La Palma är platt, och sluttar västerut. Runt La Palma är det ganska tätbefolkat, med 166 invånare per kvadratkilometer. Närmaste större samhälle är Hueyapan de Ocampo, 9,1 km öster om La Palma. Omgivningarna runt La Palma är en mosaik av jordbruksmark och naturlig växtlighet.